# Euplassa duquei
Euplassa duquei là một loài thực vật có hoa trong họ Quắn hoa. Loài này được Killip & Cuatrec. miêu tả khoa học đầu tiên năm 1950.